# Muntanyes de Matobo
Les Muntanyes de Matobo, els Pujols de Matobo o Pujols de Matopas, estan situades a 50 km al sud de la ciutat de Bulawayo, a la província de Matabeleland Meridional, a Zimbàbue. Estan inscrites en la llista del Patrimoni de la Humanitat de la UNESCO des del 2003.
Són un conjunt de formacions rocoses que s'aixequen sobre l'escut granític que cobreix la major part del país. Els grans penyals són abrics naturals i han estat associats a l'ocupació humana des de l'inici de l'edat de pedra fins avui dia. Hi ha una de les majors col·leccions d'art rupestre de l'Àfrica austral.